# Plestiodon longirostris
Espèce
Synonymes
- Eumeces longirostris (Cope, 1861)

Statut de conservation UICN

 CR B1+2bcde : 
En danger critique
Plestiodon longirostris ou Scinque des bermudes est une espèce de sauriens de la famille des Scincidae.

## Répartition
Cette espèce est endémique des Bermudes.

## Publication originale
- Cope, 1861 : On the Reptilia of Sombrero and Bermuda. Proceedings of the Academy of Natural Sciences of Philadelphia, vol. 13, p. 312-314 (texte intégral).